# BBC Proms

A BBC Proms logója 2022 óta

A BBC Proms, vagy ahogy szintén ismert, The Proms, avagy hivatalos nevén Henry Wood Promenade Concerts, 1895 óta Londonban évente megrendezett komolyzenei fesztivál. A Robert Newman impresszárió elképzeléseként elindított nyári rendezvénysorozat a brit kultúra jelentős eseménye, az egyik legnagyobb és legdemokratikusabb komolyzenei fesztiválja. A nyolc héten át tartó eseménysorozat a világ legjelentősebb zenészeinek találkozóhelye, melynek alapító karmestere, valamint ötven éven át irányítója, akinek neve ma is fémjelzi a fesztivált: Sir Henry Wood.
A fesztivál koncertjeinek többségét 1941 óta a London központjában levő Royal Albert Hallban adják, a kamarazenei koncerteket pedig a Cadogan Hallban, emellett Anglia-szerte további koncerteket tartanak a Proms utolsó napján. A Royal Albert Hallban tartott zárókoncerttel és a hozzá kapcsolódó ismeretterjesztő és gyerekprogramokkal együtt a koncertek száma a 2000-es évek elejére elérte a 100-at.

## Története

### Előzmények
A promenádkoncertek Londonban a 18. század közepén jelentek meg, a szabadtéri koncertek az 1800-as években London zenei életének jellegzetességei voltak. A proms a promenádkoncertek rövidítése, melyeken a hallgatóság szabadon sétálhat. A BBC Proms esetén a promenád a teremben – jelenleg a Royal Albert Hall – lévő állóhelyekre utal.

### Kezdetek és Sir Henry Wood
A Proms Robert Newman impresszárió elgondolása alapján született. Newman, aki a Queen’s Hall 1893-as megnyitásától annak menedzsere volt, a nyári időszakra, amikor a közönség mind a színházaktól, mind a koncertektől távol maradt, olcsó jegyárakkal és kötetlenebb légkörrel szélesebb hallgatóságot szándékozott koncertjei számára megnyerni. Erről 1894-ben így írt az akkor 26 éves Henry Woodnak:
Esti koncerteket szeretnék rendezni, ezek először is népszerűek legyenek, majd fokozatosan emelve a színvonalat, hogy a klasszikus és a modern zene számára közönséget teremtsek.
Wood elfogadta Newman szerződését, és felállította a promenádkoncertek számára a Queen’s Hall Orchestra-t.  A nyitókoncertet a mára már elpusztult Queen’s Hallban 1895. augusztus 10-én tartották, az első felcsendülő mű Wagner Rienzi nyitánya volt Henry Wood vezényletével.
A koncertek népszerűek voltak, a szélesebb közönséget részben a kedvező jegyárak biztosították, a jegyárak az évi rendes koncerteknek egyhatoda volt csupán. Robert Newman, a fesztivál alapító impresszáriója viszont 1902-ben csődbe ment, így ezután a fesztivál feletti pénzügyi kontrollt egy szindikátus vette át a német származású Sir Edgar Speyer irányításával, ugyanakkor a programok összeállításában Newman továbbra is részt vett.
A promenádkoncertek első és akkor már több mint egy évtizeden át vezető karmestere, Henry Wood 1911-ben megkapta a lovagi címet.

### I. világháború alatt és után

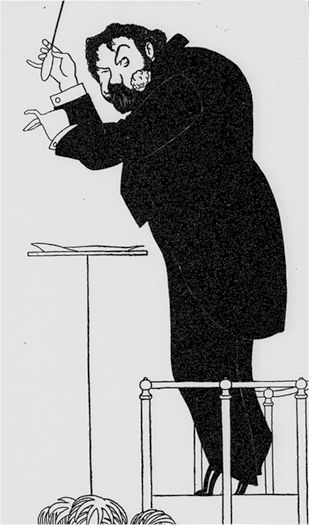
Sir Henry Wood karikatúrája 1922-ből

1914-ben az első világháború kirobbanásakor a németellenes hangulat miatt a német származású Sir Edgar Speyer lemondott vezető szerepéről és a Chappell & Co. kiadó vette át a koncertek feletti kontrollt, viszont a koncertek összeállítása részben továbbra is Robert Newman feladata maradt.
Az 1920-as évekre Wood, ekkor már Sir Henry Wood, szélesítette a repertoárt, kora jelentős zeneszerzőinek műveit is bevezette a fesztivál programjába, köztük Richard Strauss, Claude Debussy, Sergey Rachmaninov, Maurice Ravel és Vaughan Williams kompozícióit. 
1927-ben Newman hirtelen halála után a BBC átvette a fesztivál szponzorálását, a koncertekre további zenekarokat is bevontak, a Queen’s Hall Orchestra mellett 1927-től már a Londoni Szimfonikus Zenekar is részt vett a promenádkoncerteken, 1930-tól pedig az akkor alapított BBC Szimfonikus Zenekar lett a koncertek első számú zenekara.

### II. világháború alatt

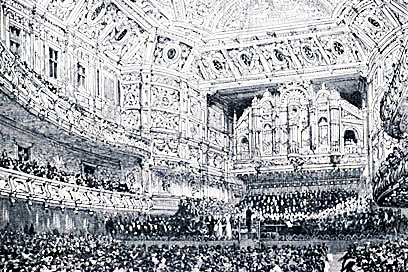
Queen’s Hall 1893-ban.

A háború kitörésekor, 1939-ben a BBC megvonta a támogatását a Promstól, szerencsére privát szponzorok segítségével a fesztivál koncertjeit folytatni tudták.
Mivel a BBC Szimfonikus Zenekart 1940-ben a BBC Bristolba telepítette, az együttes szerepét 1940-ben a Londoni Szimfonikus Zenekar vette át, az 1940-es és 1941-es évad koncertjeit így már ők adják. A Londont ért bombázások során 1941 májusában a Queen’s Hall helyrehozhatatlanul elpusztult, de a fesztivált ennek ellenére továbbra is folytatták, a koncerteket áthelyezték a Royal Albert Hallba, a promenádkoncertek jelenlegi helyszínére.
A háború alatt a New Queen’s Hall Orchestra megszűnésével Sir Henry Wood 1942-től a Londoni Filharmonikus Zenekart is felkérte a promenádkoncertekre, az 1942-es nyitókoncertet, valamint a koncertek többségét ők adják.
1942-től Sir Henry Wood nehézségek mentén, de sikeresen felújította a fesztivál és a BBC közti kapcsolatot, ugyanakkor a légitámadások miatt Bristolba, majd Bedfordba telepített BBC SO csak 1945-ben tért vissza Londonba, a promenádkoncerteken az együttes újból először Basil Cameron majd Sir Adrian Boult vezénylete alatt lépett fel.
A háborús nehézségeken túl a fesztivált további veszteség érte, Sir Henry Wood, a fesztivál első karmestere és 50 éven át vezetője 1944-ben elhunyt.

### II. világháború után
1947-től a BBC SO vezetőjét, Sir Adrian Boultot a zenekar élén követő Malcolm Sargent lett a promenádkoncertek vezető karmestere egészen 1967-ben bekövetkezett haláláig. A koncertek összeállítása során Sargent támogatta a vokális, a klasszikus zenét, brit zeneszerzők műveit, valamint a fesztivál repertoárja barokk és reneszánsz szerzők, köztük Henry Purcell, Francesco Cavalli, Claudio Monteverdi, Byrd, Palestrina, Guillaume Dufay, Dunstaple és Machaut műveivel bővült. Ugyanettől az időtől adták elő kortárs és avantgárd szerzők műveit is, mint Pierre Boulez, Berio, Carter, Dallapiccola, Peter Maxwell Davies, Gerhard, Henze, Ligeti, Lutosławski, Lutyens, Maw, Messiaen, Nono, Stockhausen és Michael Tippett.
Az egyre nemzetközibbé váló fesztiválon szinte minden jelentős karmester és szólista részt vett, köztük csak néhányat felsorolva: Leopold Stokowski, Carlo Maria Giulini.
Az 1960-as évektől már nemcsak angol, hanem külföldi zenekarok is felléptek a Promson, az első nem angol együttes a Moszkvai Rádió Zenekara volt 1966-ban, majd 1967-ben az Amszterdami Concertgebouw Zenekara, 1973-ban lépett fel először a Berlini Filharmonikus Zenekar Karajan vezényletével, majd 1975-ben a New York-i Filharmonikusok Pierre Boulez vezényletével, 1982-ben a Philadelphia Orchestra Riccardo Mutival, 1989-ben a Chicagói Szimfonikus Zenekar Solti György vezényletével.

### 1990-es évek
A BBC Proms arculata tovább változott, 1996-ban indították el a nyolc koncertből álló, minden hétfőn szűkebb közönség számára adott kamarazenei sorozatot, a koncerteket először a Royal College of Musicban levő Britten Hallban tartották, majd a Victoria & Albert Museumban adták.
A fesztivál újabb kezdeményezései közé tartozott a koncertek előtti ismeretterjesztő beszélgetések elindítása, és 1998-ban indították el a fesztiválhoz tartozó gyerekprogramokat is.
A fesztivál közönsége a BBC közvetítésekkel ugyanakkor még tovább bővült, először rádión a BBC hármas csatornája közvetítette, majd a koncerteket a BBC tv-n is sugározta, valamint a parkokban felállított kivetítőkön élőben is követhetők lettek a fesztivál eseményei, a zárókoncert pedig Anglián kívül is élvezhető, mivel a BBC a világ számos országába közvetíti.

### 21. század

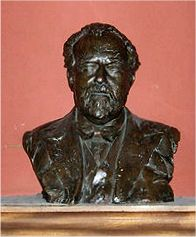
Sir Henry Wood mellszobra

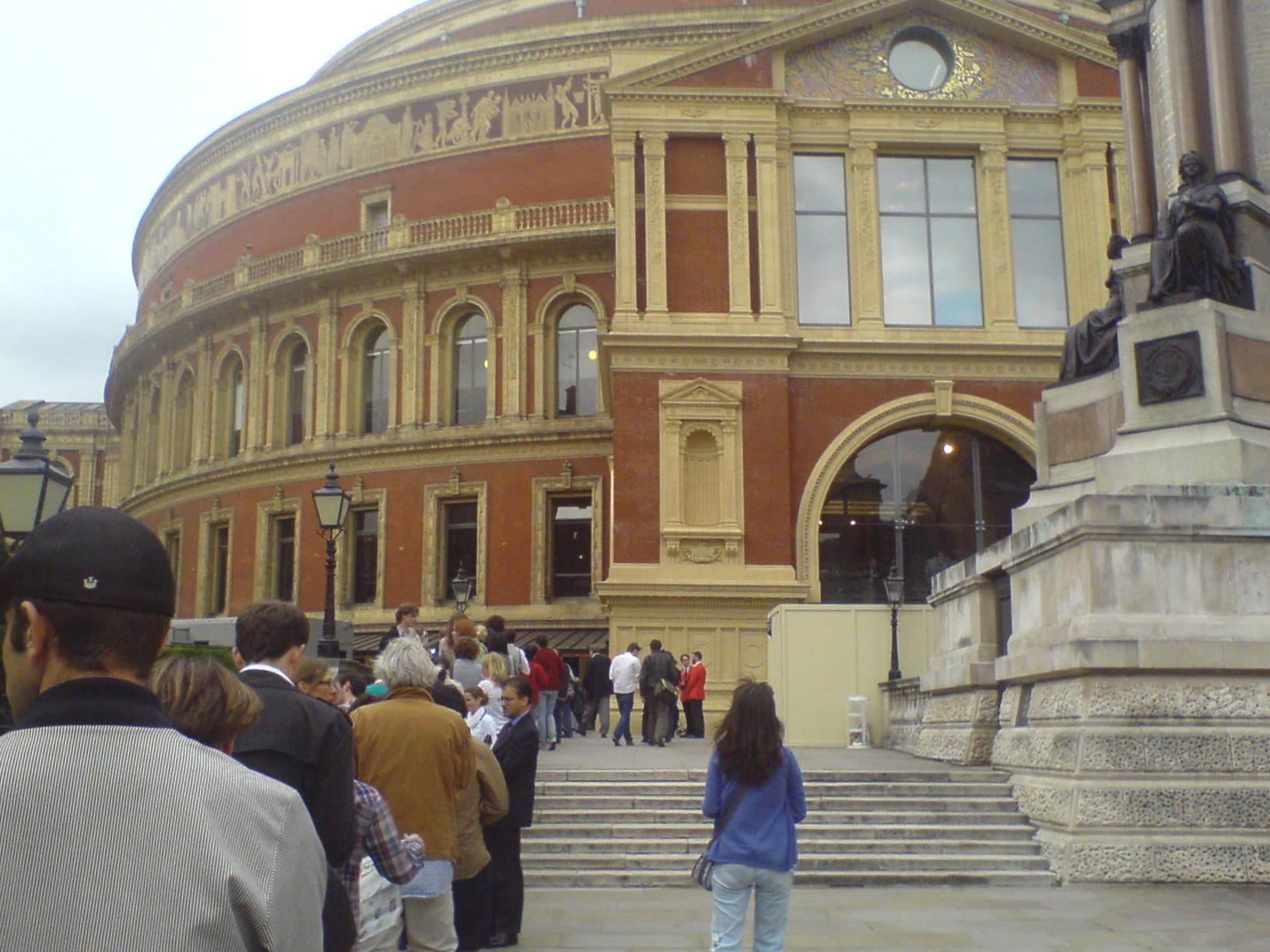
A Royal Albert Hall előtt sorban állók 2008-ban

A 2004-es évad egyik jelentős eseményének számított a Royal Albert Hallban lévő orgona felújítása, a munkálatok 2002–2004 között Noel Mander, Ltd. vezetésével folytak. A kamarazenei koncerteket pedig 2005 óta áthelyezték a Royal Filharmonikus Zenekarhoz tartozó Cadogan Hallba.
A koncertek a brit közszolgálati média, a BBC rádió és tv közvetítésein kívül a BBC Proms honlapján is követhetők, valamint 2010-től a korábbi koncertek összeállítása a BBC Proms archív honlapon megtekinthetők.
A hagyomány megmaradt, a több mint 5000 ülőhellyel rendelkező Royal Albert Hallba kb. 1300 állóhelyre is jegyet lehet venni, melyek elővételben nem beszerezhetők, csak a koncert napján.
A Proms sok évtizedes hagyományához tartozóan a Royal Academy of Music tulajdonában levő Henry Wood bronz mellszobra a teljes BBC Proms alatt a fesztivál fő koncerthelyszínén, a Royal Albert Hallban lévő orgona előtt áll.

## Zárókoncert

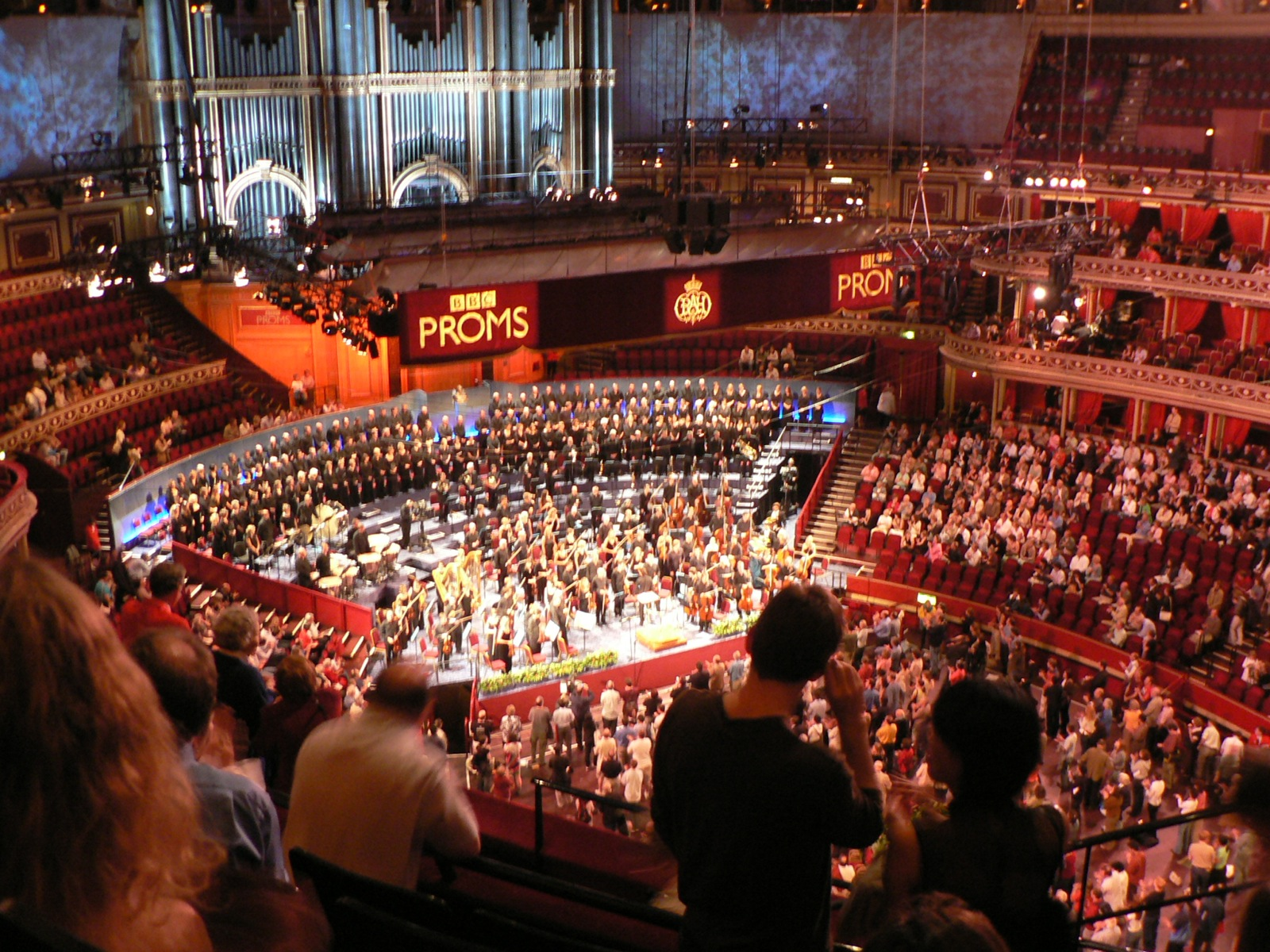
BBC Proms a Royal Albert Hallban 2014-ben

A fesztivál Royal Albert Hallban tartott zárókoncertjének külön jelentősége van, a koncert egy igazi show. A koncerten hagyományosan könnyedebb, „levezető” hangulatú, népszerű klasszikusok és a második részben brit hazafias darabok hallhatók, majd a brit himnusszal zárul. 
A jegyek nagyon keresettek. Jelenleg a teljes bérlet automatikusan tartalmazza a belépést a zárókoncertre is, az előfoglalási időszak után viszont már csak a koncert napján lehet rá jegyet venni. Így a koncert napján a Londonban élők, turisták kígyózó sorokban állnak, hogy esetleg az utolsó állóhelyre szóló jegyet megvehessék – a múltban néhányan akár három hétig is a Royal Albert Hall előtt aludtak –, emellett Londonon kívül országszerte is adnak koncerteket a Last Night of the Proms során. A Proms utolsó estjén Nagy-Britannia ünnepel, igazából csak azt, hogy a zene mindenkié.
Rendkívüli eseménynek számított a Proms történetében, hogy a 2020-as zárókoncertet a Covid19-pandémia alatti korlátozások miatt üres falak között adták. 2022-ben II. Erzsébet királynő halála miatt 48 órával a koncert kitűzött időpontja előtt a rendezvényt lemondták. Ez volt 1944 óta az első eset, hogy elmaradt a zárókoncert.

## Nem klasszikus programok
1970-től a klasszikus zenei programokon kívül további műfajokkal bővítették a koncertek összeállítását, már popegyüttesek is fellépnek, valamint jazz, musical, népzenei programok sorával bővült a fesztivál.

## Magyar vonatkozások
A világ jelentős művészeit megnyerő fesztiválon fellépő magyar művészek mind természetesen nem felsorolhatók, csak érdekességként pár neves koncertet megemlítve: 
- Szigeti József 1909. augusztus 31-én lépett fel a Promson, Sir Hamilton Harty d-moll hegedűversenyét játszotta Henry Wood vezényletével.[3]
- Zsolt Nándor, a Queen's Hall Orchestra akkori koncertmestere, a Zeneakadémia későbbi tanára 1909. október 13-án Csajkovszkij Hegedűversenyét adta elő Henry Wood vezényletével[4]
- Kodály Zoltán pedig először 1928-ban vezényelte saját művét, a Háry János szvit változatát, majd még 1937-ben és 1948-ban is, ekkor már a BBC Szimfonikus Zenekarral.[5][6]
- Első magyar zenekarként a Liszt Ferenc Kamarazenekar 1983-ban lépett fel Kocsis Zoltán közreműködésével.[7]

## Galéria

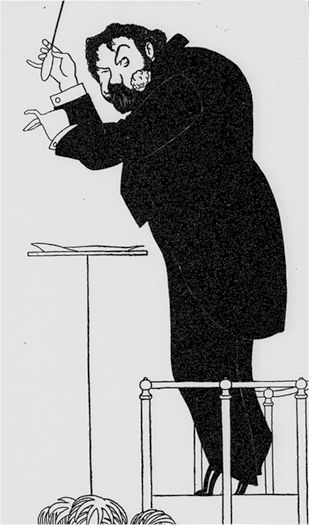
Sir Henry Wood karikatúrája 1922-ből
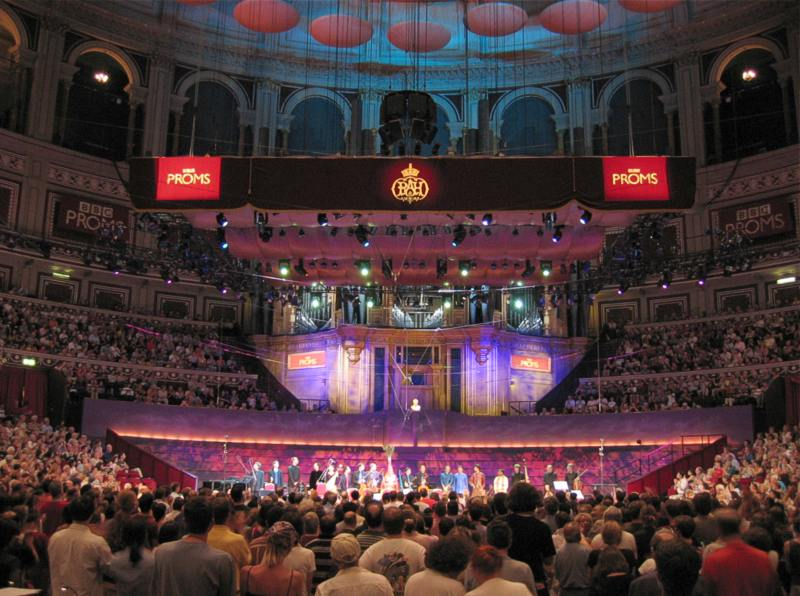
Royal Albert Hall, 2004
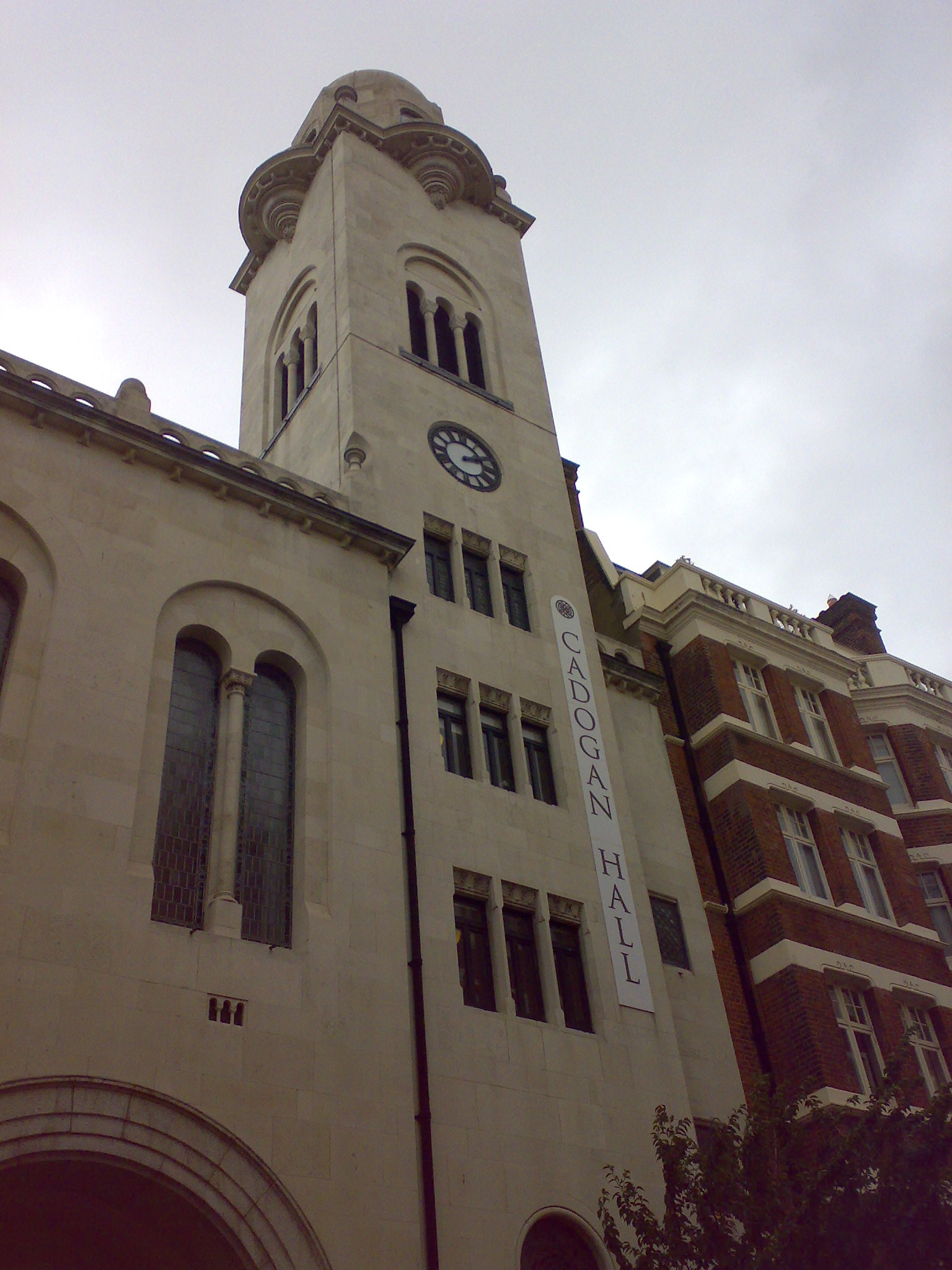
A kamarazenei koncertek jelenlegi helyszíne a Cadogan Hall

## Fordítás
- Ez a szócikk részben vagy egészben  a   The Proms című angol Wikipédia-szócikk ezen változatának fordításán alapul.  Az eredeti cikk szerkesztőit annak laptörténete sorolja fel. Ez a jelzés csupán a megfogalmazás eredetét és a szerzői jogokat jelzi, nem szolgál a cikkben szereplő információk forrásmegjelöléseként.

## Külső hivatkozások
- BBC Proms az Encyclopædia Britannica honlapján
- BBC Proms archívuma Archiválva 2016. november 8-i dátummal a Wayback Machine-ben
- BBC Proms archívuma
- BBC Proms musicOMH honlapján
- 1959–1961 évad évkönyve
- Nick Breckenfield, "The Last Night of the Proms 2007". Classical Source honlapján Archiválva 2016. december 30-i dátummal a Wayback Machine-ben
- Last night of the Proms 2016